# ハーパヴェシ (小惑星)
ハーパヴェシ (4066 Haapavesi) は小惑星帯に位置する小惑星である。フィンランドの天文学者ヘイッキ・アリコスキ (Heikki A. Alikoski) がトゥルクで発見した。
発見者の父親の故郷のフィンランドの町、ハーパヴェシ (en:Haapavesi) に因んで命名された。